# This Kiss (chanson de Faith Hill)
Singles de Faith Hill
It's Your Love
(1997) Just to Hear You Say That You Love Me
(1998)
Clip vidéo
[vidéo] « This Kiss », sur YouTube
This Kiss est une chanson de la chanteuse de country américaine Faith Hill extraite de son troisième album studio, intitulé Faith et sorti aux États-Unis le 21 avril 1998.
Le 3 mars 1998, sept semaines avant la sortie de l'album, la chanson a été publiée en single. C'était le premier single tiré de cet album.
Aux États-Unis, la chanson a passé trois semaines à la 1re place du classement country de Billboard (Billboard Hot Country Songs) et a atteint la 7e place du Billboard Hot 100.

## Composition
La chanson est écrite par Beth Nielsen Chapman, Robin Lerner et Annie Roboff. L'enregistrement de Faith Hill est produit par Faith Hill et Byron Gallimore.